# 大浦千佳
大浦 千佳（おおうら ちか、1988年2月9日 - ）は、日本の女優。大阪府出身。座・高円寺 劇場創造アカデミー 2012年修了。株式会社nora所属。

## 人物
- 特技 - クラシックバレエ、日舞、関西弁、天道流合気道3段[1]。

## 出演

### テレビドラマ
- NHK-BSプレミアム クロスロード 第1シリーズ第1話（2016年、NHK-BS） - 友美 役
- NHKドラマ10 水族館ガール（2016年、NHK）
- 中居正広の金曜日のスマイルたちへ（2017年、TBS）- 野沢直子編（本人役）
- NHK-BSプレミアム モンローが死んだ日（2019年、NHK-BS）- 野崎 役
- 特捜9 season2 第8話（2019年、EX）- 看護師 曽我景子 役
- 悪女〜働くのがカッコ悪いなんて誰が言った？〜 第3話（2022年、NTV） - 稲垣香織 役
- NHK 第107作目 連続テレビ小説 舞いあがれ!（2022年、NHK）- 山田紗江 役[2]
- 育休刑事 第9話（2023年、NHK総合・NHK BS4K） - 近藤聡子 役
- けむたい姉とずるい妹（2023年、テレ東）- 田辺やよい 役

### 映画
- MARCHING-明日へ-（2014年、中田新一監督）
- 散歩時間〜その日を待ちながら〜（2022年、戸田彬弘監督）
- 市子（2023年、戸田彬弘監督） - 山本さつき 役[3]

### 舞台
- ミュージカル アトミック☆ストーム（2013年、演出：中屋敷法仁　座・高円寺）
- 『失踪者』『審判』『城』カフカ（2013年、演出：松本修　座・高円寺）
- 音楽劇○阿部定の犬（2014年、演出：西沢栄治　Space早稲田）
- チーズtheater 川辺市子のために（2015年・16年、作・演出：戸田彬弘　サンモールスタジオ）主演
- コットーネ音楽劇 走ることは歌うことだ！（2015年、演出：スズキ拓朗　山王オーディアム）
- あなたに会ったことがある・4（2016年、演出：松本修　上野ストアハウス）
- 藤山直美公演 だいこん役者（2016年、演出：竹園元　大阪新歌舞伎座）- 座員、千恵役
- 平成24年度児童福祉文化推薦作品 ピン・ポン（2016年 - 2018年、演出：佐藤信　座・高円寺）主演
- チーズtheater 美しいひと（2017年、作・演出：戸田彬弘　SPACE梟谷）主演
- メカニズム作戦（2017年、演出：流山児祥　Space早稲田）
- チーズtheater THE VOICE（2017年、作・演出：戸田彬弘　東京芸術劇場シアターウエスト）
- チーズtheater 美しいひと（2017年、作・演出：戸田彬弘　下北沢Geki 地下Liberty）主演　※再演
- チーズtheater Festa.（2017年、作・演出：戸田彬弘　SPACE 雑遊）
- 若さま走馬灯 山内惠介特別公演（2018年、脚本・演出：市川正　大阪新歌舞伎座）
- 人形の家（2018年、演出：一色隆司　東京芸術劇場）- 女中ヘレーネ役
- チーズtheater 川辺市子のために（2018年、作・演出：戸田彬弘　サンモールスタジオ）主演
- チーズtheater 川辺月子のために（2018年、作・演出：戸田彬弘　サンモールスタジオ）主演
- チーズtheater 鈴虫のこえ、宵のホタル（2020年、演出：戸田 彬弘　OFF・OFFシアター）
- チーズtheater オンライン公演 告白（2020年、作・演出：戸田彬弘　サンモールスタジオ）主演
- たやのりょう一座Vol.4 ストリッパー物語（2020年、演出：こぐれ修　浅草・木馬亭）
- 劇団時間制作 迷子（2020年、作•演出：谷碧仁　東京芸術劇場シアターウエスト）
- 火の顔（2021年、演出：深作健太　吉祥寺シアター）
- たやのりょう一座 第7回公演 一座人情劇場 あゝ涙乃橋商店街（2021年、作：白坂英晃 演出：戸田彬弘　浅草木馬亭）
- 燐光群 シアトルのフクシマ•サケ（2021年、作・演出：坂手洋二　座・高円寺）
- ブリキの太鼓（2022年、演出：深作健太　サンモールスタジオ）
- 舞台手話通訳付き公演 楽屋-流れ去るものはやがてなつかしき-（2022年、演出：樋口ミユ　穂の国とよはし芸術劇場 アートスペース）
- チーズtheater 海と日傘（2022年、演出：戸田彬弘　下北沢・駅前劇場）
- 火の顔 ※再演 / アンティゴネ 主演（2023年、演出：深作健太　吉祥寺シアター）
- チーズtheater 第7回本公演 ある風景（2023年、作・演出：戸田彬弘　座・高円寺）
- チーズtheater 第8回本公演 川辺市子のために（2024年、作・演出：戸田彬弘　サンモールスタジオ）主演[4]
- ルル‐地霊・パンドラの箱‐（2024年、演出：深作健太　シアター・アルファ東京）主演[5]

### ラジオドラマ
- FMシアター（NHK-FM）
  - 宮沢賢治生誕120周年企画『Ｉwant to be. ケンジノウタ』（2016年）- とし 役
- 青春アドベンチャー（NHK-FM）
  - 『走れ歌鉄！』作：今井雅子（2016年）- シドウ 役
  - 『谷川俊太郎の詩と旅する　ことのはワンダーランド』（2021年3月1日 - 12日）[6]